# SK Benešov
El SK Benesov es un equipo de fútbol de la República Checa que juega en la Liga de Fútbol de Bohemia, una de las ligas que conforman la tercera división de fútbol en el país.

## Historia
Fue fundado en el año 1913 en la ciudad de Benešov con el nombre AFK Benešov, y han cambiado de nombre varias veces:
- 1913: AFK Benešov
- 1929: Benešovský SK
- 1940: Slavoj Benešov
- 1948: Sokol Benešov
- 1949: Sokol ČSD Benešov
- 1953: TJ Lokomotíva Benešov
- 1971: TJ ČSAD Benešov
- 1990: FK Švarc Benešov
- 1996: FK Benešov
- 1999: SK Benešov

El club tomó relevancia con la disolución de Checoslovaquia, ya que bajo el fútbol checoslovaco nunca destacó, y formando parte de la República Checa logra jugar por primera vez en la Gambrinus liga en la temporada de 1994/95.
Durante su estancia en la máxima categoría estuvo invicto durante los primeros seis partidos, de la temporada hasta que sucedieron ciertas situaciones que afectaron al equipo como el arresto del propietario y único patrocinador del club Miroslav Švarc bajo los cargos de fraude financiero, además de que su entonces entrenador Jaroslav Hřebík dejó al equipo a mitad de temporada y que a los jugadores no les pagaron salario entre octubre y febrero.
Se dice que esas fueron las causas por las que el equipo perdió los 24 partidos restantes de la temporada 1994/95 que lo dejaron en último lugar entre 16 equipos con apenas 12 puntos. A causa de esos problemas el club fue relegado a la tercera categoría y desde entonces han vagado por la segunda y cuarta categoría.